# ローマ・フォルンス
ローマ・フォルンス・イ・サルダーニャ（Romà Forns i Saldaña、1885年 - 1942年4月26日）は、スペイン・バルセロナ出身のサッカー選手・指導者。ポジションはフォワード。指導者時代はリーガ・エスパニョーラ初年度途中までFCバルセロナの監督であった。

## 経歴

### 現役時代
RCDエスパニョール、アイリッシュFCでの1シーズンを経て、1903年にFCバルセロナへ入団した。ここでは1903年から1913年まで所属し、フォワードとしてプレー。カタルーニャ州選手権を5回、カンペオナート・デ・エスパーニャ＝コパ・デル・レイを1回制覇した。同僚にはアーネスト・ウィッティー、パウリノ・アルカンタラ、フランセスク・ブル、ジャック・グリーンウェルがいた。
フォルンスはバルサの初代本拠地であるカンプ・ダル・カレール・インドゥストリアで、1909年3月14日の試合で同スタジアムでの最初の得点者となった。また1905年から1912年にかけてはカタルーニャ代表チームにも選出され、1912年12月6日のフランス代表戦など計4試合に出場した。

### 指導者時代
引退後はFCバルセロナの7代目監督に就任。先代6人は全て外国籍だったため、カタルーニャ出身のスペイン人としては同クラブ最初の監督であり、任期は1926年から1929年3月までだった。1927-28年シーズンに州選手権とコパ・デル・レイで優勝。そして1929年のリーガ・エスパニョーラ初年度もチームを率いたが、成績不振によりアルカディ・バラゲール会長ともどもシーズン途中で辞任した。
新監督に招聘されたイングランド人のジェームス・ベラミーのかたわら、助監督の立場となったが最終的にチームをリーグ初代王者に導いた。またクラブのマネージャーも務めていた。
1942年4月26日に長い闘病生活の末に亡くなった。享年56歳。

## タイトル

### 現役時代
FCバルセロナ
- コパ・デル・レイ優勝：1回(1910)

1928年のコパ・デル・レイでのバルセロナ。フォルンスは右端。後列右からフォルンス監督、マス、カスティーリョ、リュレンス、ウォルター、グスマン、カルーリャ、プラトコ。前列左からピエラ、ザストレ、サミティエー、アルチャ、ザギバルバ。

- カタルーニャ州選手権優勝：5回(1904-1905、1908-1910、1909-1910、1910-1911、1912-1913)

### 指導者時代
- カタルーニャ州選手権優勝：1回(1927-1928)
- コパ・デル・レイ優勝：1回(1927-1928)
- プリメーラ・ディビシオン優勝：1回(1928-1929)